# Catedral da Vera Cruz (Altamar)
A Catedral da Santa Cruz (em armênio: Սուրբ Խաչ եկեղեցի; romaniz.: Surb Χačʿ Egełecʿi; em turco: Akdamar Kilisesi / Surp Haç Kilisesi) na Ilha de Altamar, no Lago de Vã no leste da Turquia, é uma catedral apostólica armênia medieval, construída como uma  igreja palatina para os reis de Vaspuracânia e mais tarde servindo como Sé do Catolicato de Altamar.

## História
Durante seu reinado, o Rei Cacício I (r. 908–943/4) do Reino armênio de Vaspuracânia escolheu a ilha de Altamar como uma de suas residências, fundando ali um assentamento. A única estrutura desse período é a Catedral. Foi construído de tufo vulcânico rosa pelo arquiteto-monge Manuel durante os anos 915-921, com um interior medindo 14,80 m por 11,5 m e a cúpula atingindo 20,40 m acima do solo. Nos séculos posteriores, e até 1915, fez parte de um complexo monástico, cujas ruínas ainda podem ser vistas a sul da igreja.[carece de fontes?]
Entre 1116 e 1895, a ilha de Altamar foi a localização do Catolicato armênio de Altamar. Cachatur III, que morreu em 1895, foi o último Católico de Altamar. Em 1915, durante o genocídio armênio, a igreja foi saqueada, e os edifícios monásticos destruídos e em julho de 1916 o Catolicato foi abolido pelo Império Otomano.
A igreja permaneceu em desuso nas décadas após 1915. Quando o escritor e jornalista Yaşar Kemal visitou a Ilha de Altamar em 1951, descobriu que estava prestes a ser demolida. Usando seus contatos, ele ajudou a impedir a destruição planejada. A igreja tornou-se uma atração turística notável nas próximas décadas. Em 2005, a estrutura foi fechada aos visitantes, pois passou por uma pesada restauração, sendo aberta como museu pelo governo turco um ano depois.